# Jean Petit qui danse
Jean Petit qui danse, ou originellement en langue occitane Joan Petit que dança, est une chanson populaire et une comptine d'origine occitane. 
Elle est connue sous le titre Joan Petit en occitan et catalan. Elle a par la suite été adaptée en français mais aussi en breton sous le titre de Yann Gorig o tañsal.
Le titre, en français est une traduction adaptée du titre occitan « Joan Petit que dança », littéralement « Jean Petit danse ». Selon certaines hypothèses folkloriques, le titre ferait référence au supplice de la roue, au cours duquel les membres du condamné sont brisés un à un, que subit Jean Petit, un des chefs de l'insurrection des croquants de 1643.
Il était courant en ces temps de laisser un corps entrer en décomposition avancée sur les entrées des villes concernées pour rappeler aux badauds de passage ce qu'il en coûtait de défier les autorités. On appelait cela à l'époque « faire danser un corps » jusqu'à ce qu'il se détache par morceaux. Le corps soumis à la roue se détachait ainsi en morceaux éparses et divers.  
La chanson a été référencée par Patrice Coirault sous le type 7409 et par Conrad Laforte IV-Fb-04. La version la plus connue actuellement est celle recueillie par Félix Arnaudin.

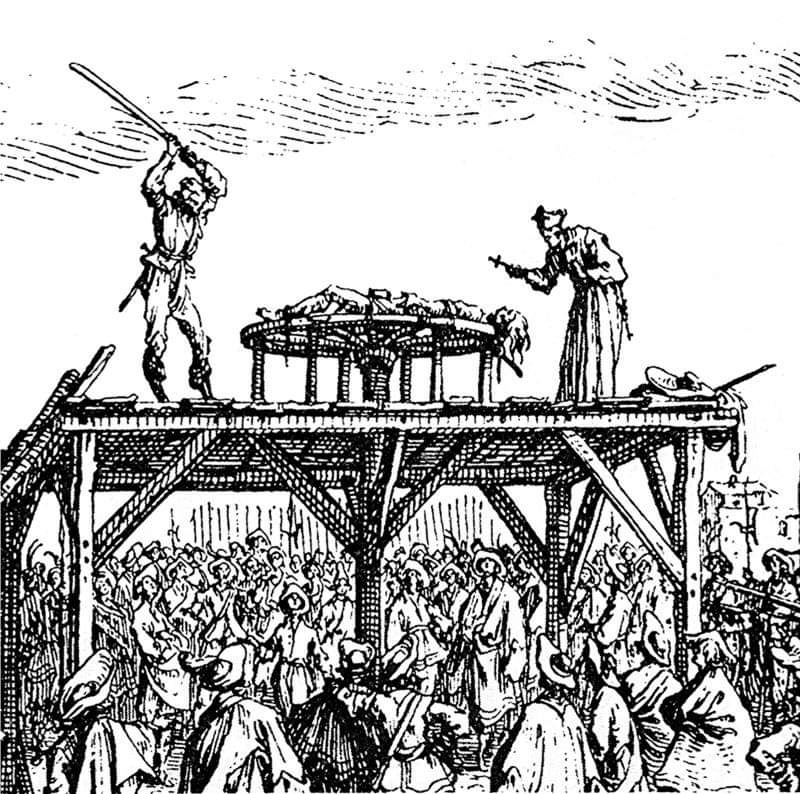
Tourment de la roue

## Histoire
Chirurgien-barbier près de Villefranche-de-Rouergue au XVIIe siècle, Jean Petit fut, en 1643, l'un des deux chefs de file de la révolte des croquants du Bas-Rouergue. Capturé par les troupes royales, il fut roué en place publique,. De là, selon certains, la chanson Jean Petit qui danse, est née. Cette hypothèse, actuellement remise en question, a été fortement soutenue dans les milieux occitanistes des années 1970 et 1980.
Autre hypothèse (peu probable) : les paroles pourraient être une moquerie du roi Jean II de France, après sa défaite contre les Anglais lors de la bataille de Poitiers (1356). 
Pour d'autres, le nom "Jean Petit" ne serait qu'une corruption de l'occitan "Y'an petit que danço", soit "Il y a un petit qui danse".
L'analyse musicologique montre que l'air de Jean Petit qui danse possède les caractéristiques des chansons populaires du XVe siècle. Pour Patrice Coirault, le thème (mélodie) de cette chanson est C'est le curé de Môle, très en vogue aux XVIIe et XVIIIe siècles. 
D'après Jean Amade, cette chanson-jeu était chantée dans toute la chaîne pyrénéenne et sa popularité atteignit plus que la côte Atlantique. Toujours d'après lui, au début du XXe siècle, cette chanson était également chantée pour le carnaval avec des chorégraphies particulièrement érotiques, où le terme « doigt » pouvait être interprété de façon littérale ou figurée. Certains folkloristes émettent en outre l'hypothèse que les parties du corps décriraient les contorsions du mannequin du Bonhomme Carnaval en train de brûler, lors du bûcher rituel qui clôturait les festivités carnavalesques.

## Paroles
Les paroles de la chanson parlent d'une personne nommée Jean Petit, qui danse avec les différentes parties de son corps. À chaque nouveau couplet, une nouvelle partie du corps est ajoutée, les précédentes étant reprises, sur un modèle analogue à la chanson Alouette. Il existe de nombreuses versions de cette chanson en Occitanie, certaines faisant référence au roi de France.
Une version en français du premier couplet est :
Jean Petit qui danse (bis)

De son doigt il danse (bis)

De son doigt, doigt, doigt (bis)

Ainsi danse Jean Petit.
Ce couplet est repris et complété, on remplace doigt par pied et on répète :
Jean Petit qui danse (bis)

De son pied il danse (bis)

De son doigt, doigt, doigt (bis)

De son pied, pied, pied (bis)

Ainsi danse Jean Petit.
La chanson continue avec  les différentes parties du corps: mains, jambes, bras, tête. Il existe plusieurs versions, certaines intégrant d'autres parties du corps : épaule, fesse, ventre, cœur...
La première phrase est parfois suivie de « Pour le roi de France ».

## Chorégraphie
Les danseurs commencent par se tenir par la main et former une ronde puis ils se séparent et frappent le sol successivement avec la partie du corps énumérée par les paroles. Le rythme élevé et le caractère répétitif de cette chanson rendent la danse entraînante,,. Toutefois, lors des interprétations en français, les danseurs se contentent en général d'agiter la partie du corps mentionnée dans la chanson sans la toucher au sol,,,.

### Paroles
- Les paroles sont disponibles dans le document Jean Petit qui danse, sur Wikibooks

### Sources
- Martine David et Anne-Marie Delrieu, Aux sources des chansons populaires, Belin, 1984, 319 p. (ISBN 2-7011-0512-9)
- Alain Floutard, « Joan Petit que dança », académie de ToulouseParoles en occitan et français, partition et chorégraphie.
- Michel Rollet, Motricité à la maternelle : agir dans le monde, Editions Publibook, coll. « Sciences humaines: Pédagogie, sciences de l'éducation », 2007, 105 p. (ISBN 978-2-7483-0824-2, lire en ligne)
- Édith Weber, Itinéraires du cantus firmus : [colloque, Paris, 6 mai 1993], vol. 2, Paris, Presses Paris Sorbonne, 1995, 155 p. (ISBN 2-84050-047-7, lire en ligne)
- Jean Cabrol, « Documents inédits sur le siège de Villefranche-de-Rouergue par les Croquants (1643) », sur gallica.bnf.fr, 1907 (consulté le 21 juillet 2024), la bibliothèque numérique de la BnF.
- Marc Robine, Anthologie de la chanson française - La Tradition, Albin Michel, 1995, 928 p. (ISBN 2-226-07479-1)